# 2017–2018-as magyar labdarúgó-bajnokság (másodosztály)
A 2017–2018-as magyar labdarúgó-bajnokság második osztályát húsz csapat részvételével rendezték meg. A bajnokság névadója a Merkantil Bank volt.
A bajnokság 2017. június 19-én kezdődött és 2018. június 3-án ért véget. A bajnokságot az MTK Budapest nyerte, feljutott még az első osztályba története során először a Kisvárda.

## Csapatváltozások az előző szezonhoz képest
Kiesett a másodosztályba
- MTK Budapest, 11. helyezettként
- Gyirmót FC, 12. helyezettként

Feljutott az élvonalba
- Puskás Akadémia FC, a másodosztály győzteseként
- Balmazújvárosi FC, a másodosztály 2. helyezettjeként

Kiesett a harmadosztályba
- Kozármisleny SE, 14. helyezettként
- Cigánd SE, 15. helyezettként
- SZEOL SC, 16. helyezettként

Feljutott a másodosztályba
- Kazincbarcikai SC, az NB III keleti csoportjának győztese
- Budafoki MTE, az NB III középcsoportjának győztese
- Győri ETO FC, az NB III nyugati csoportjának győztese

### Csapatok és stadionok
| Csapat          | Város                 | Stadion                                | Befogadóképesség |
| --------------- | --------------------- | -------------------------------------- | ---------------- |
| Békéscsaba      | Békéscsaba            | Kórház utcai stadion                   | 13,000           |
| Budafok         | Budapest, Budafok     | Promotor utcai stadion                 | 4,000            |
| Budaörs         | Budaörs               | Árok utcai pálya                       | 1,200            |
| Cegléd          | Cegléd                | Albertirsa, Ecsedi László Sportcentrum | 509              |
| Csákvár         | Csákvár               | Tersztyánszky Ödön Sportközpont        | 2,020            |
| Dorog           | Dorog                 | Buzánszky Jenő Stadion                 | 5,000            |
| Gyirmót         | Győr                  | Alcufer stadion                        | 4,728            |
| Győri ETO FC    | Győr                  | ETO Park                               | 15,600           |
| Kazincbarcika   | Kazincbarcika         | Pete András Stadion                    | 3,000            |
| Kisvárda        | Kisvárda              | Stadion Várkerti                       | 2,124            |
| Mosonmagyaróvár | Mosonmagyaróvár       | Wittmann Antal Park                    | 4,000            |
| MTK Budapest    | Budapest, Józsefváros | Hidegkuti Nándor Stadion               | 5,014            |
| Nyíregyháza     | Nyíregyháza           | Városi Stadion                         | 10,500           |
| Siófok          | Siófok                | Révész Géza utcai stadion              | 6,500            |
| Sopron          | Sopron                | Stadion Városi                         | 4,500            |
| Soroksár        | Budapest              | Szamosi Mihály Sporttelep              | 5,000            |
| Szeged 2011     | Gyula                 | Grosics Akadémia Centerpálya           | 1,500            |
| Szolnok         | Szolnok               | Tiszaligeti Stadion                    | 4,000            |
| Vác             | Vác                   | Vác Városi Stadion                     | 12,000           |
| Zalaegerszeg    | Zalaegerszeg          | ZTE Aréna                              | 9,300            |

| Békéscsaba                | Budafok                      | Budaörs             | Cegléd                                 | Csákvár                         |
| ------------------------- | ---------------------------- | ------------------- | -------------------------------------- | ------------------------------- |
| Kórház utcai stadion      | Promontor utcai stadion      | Árok utcai pálya    | Albertirsa, Ecsedi László Sportcentrum | Tersztyánszky Ödön Sportközpont |
| Befogadóképesség:         | Befogadóképesség:            | Befogadóképesség:   | Befogadóképesség:                      | Befogadóképesség:               |
|                           |                              |                     |                                        |                                 |
| Dorog                     |                              |                     |                                        | Gyirmót                         |
| Buzánszky Jenő Stadion    | Ménfői úti stadion           |                     |                                        |                                 |
| Befogadóképesség:         | Befogadóképesség:            |                     |                                        |                                 |
|                           |                              |                     |                                        |                                 |
| Győr                      | Kazincbarcika                |                     |                                        |                                 |
| ETO Park                  | Pete András Stadion          |                     |                                        |                                 |
| Befogadóképesség:         | Befogadóképesség: 5,000      |                     |                                        |                                 |
|                           |                              |                     |                                        |                                 |
| Kisvárda                  | Mosonmagyaróvár              |                     |                                        |                                 |
| Várkerti Stadion          | Wittmann Antal Park          |                     |                                        |                                 |
| Befogadóképesség:         | Befogadóképesség:            |                     |                                        |                                 |
|                           |                              |                     |                                        |                                 |
| MTK Budapest              | Nyíregyháza                  |                     |                                        |                                 |
| Hidegkuti Nándor Stadion  | Városi Stadion               |                     |                                        |                                 |
| Befogadóképesség:         | Befogadóképesség:            |                     |                                        |                                 |
|                           |                              |                     |                                        |                                 |
| Siófok                    | Sopron                       |                     |                                        |                                 |
| Révész Géza utcai stadion | Káposztás utcai stadion      |                     |                                        |                                 |
| Befogadóképesség:         | Befogadóképesség:            |                     |                                        |                                 |
|                           |                              |                     |                                        |                                 |
| Soroksár                  | Szeged                       | Szolnok             | Vác                                    | Zalaegerszeg                    |
|                           | Grosics Akadémia Centerpálya | Tiszaligeti Stadion | Városi Stadion                         | ZTE Aréna                       |
| Befogadóképesség:         | Befogadóképesség:            | Befogadóképesség:   | Befogadóképesség:                      | Befogadóképesség:               |
|                           |                              |                     |                                        |                                 |

### Csapatok adatai
| Csapat          | Vezetőedző         | Csapatkapitány   | Mezgyártó | Főszponzor         |
| --------------- | ------------------ | ---------------- | --------- | ------------------ |
| Békéscsaba      | Boér Gábor         | Balog Zsolt      | Adidas    | Békés Drén         |
| Budafok         | Tóth Bálint        | HUN              |           |                    |
| Budaörs         | Bognár György      | Csobánki Ádám    | Ziccer    | Volkswagen         |
| Cegléd          | Klausz László      | Farkas Viktor    | Joma      |                    |
| Csákvár         | Szijjártó István   | Szalai Tamás     | adidas    | Aqvital            |
| Dorog           | Schindler Szabolcs | Sitku Illés      | Adidas    | Pannon Falap-Lemez |
| Gyirmót         | Molnár László      | HUN              |           |                    |
| Győr            | Szentes Lázár      | HUN              |           |                    |
| Kazincbarcika   | Vitelki Zoltán     |                  |           |                    |
| Kisvárda        | Kondás Elemér      | Erős Gábor       | Adidas    | Master Good        |
| Mosonmagyaróvár | Várhidi Péter      | Laki Balázs      | Legea     | Credobus           |
| MTK Budapest    | Feczkó Tamás       | Kanta József     | Nike      | Prohuman           |
| Nyíregyháza     | Lucsánszky Tamás   | Rudolf Gergely   | Jako      | Révész             |
| Siófok          | Varga Attila       | Mogyorósi József | Nike      | HunGast            |
| Sopron          | Németh Szabolcs    | Sifter Tamás     | Nike      | Swietelsky         |
| Soroksár        | Lipcsei Péter      | Gyepes Gábor     | Jako      | Banetti            |
| Szeged          | Supka Attila       | Szántai Levente  | Lotto     | Rádio 88           |
| Szolnok         | Balogh Pál         | Somogyi Csaba    | hummel    | Szolnok            |
| Vác             | Horváth Károly     | HUN              | Joma      |                    |
| Zalaegerszeg    | Zoran Spisljak     | Simonfalvi Gábor | mass      | Pharos             |

## Csapatok eloszlása megyék szerint
|   | Megye        | Megye                  | Csapatok száma | Csapatok                                 |
| - | ------------ | ---------------------- | -------------- | ---------------------------------------- |
| 1 |              | Győr-Moson-Sopron      | 4              | Gyirmót, Győr, Mosonmagyaróvár és Sopron |
| 2 |              | Budapest               | 3              | Budafok, MTK Budapest és Soroksár        |
| 2 |              | Pest                   | 3              | Budaörs, Cegléd és Vác                   |
| 4 | align=center | Szabolcs-Szatmár-Bereg | 2              | Kisvárda és Nyíregyháza                  |
| 5 |              | Békés                  | 1              | Békéscsaba                               |
| 5 |              | Borsod-Abaúj-Zemplén   | 1              | Kazincbarcika                            |
| 5 |              | Csongrád               | 1              | Szeged                                   |
| 5 |              | Fejér                  | 1              | Csákvár                                  |
| 5 |              | Jász-Nagykun-Szolnok   | 1              | Szolnok                                  |
| 5 |              | Komárom-Esztergom      | 1              | Dorog                                    |
| 5 |              | Somogy                 | 1              | Siófok                                   |
| 5 |              | Zala                   | 1              | Zalaegerszeg                             |

## Vezetőedző-váltások
| Csapat       | Távozott vezetőedző          | A távozás módja                                              | A távozás ideje      | Helyezés a tabellán | Érkezett vezetőedző                          | A kinevezés ideje    |
| ------------ | ---------------------------- | ------------------------------------------------------------ | -------------------- | ------------------- | -------------------------------------------- | -------------------- |
| Csákvár      | Szanyó Károly                | Közös megegyezés                                             | 2017. szeptember 12. | 20.                 | Szíjjártó István                             | 2017. szeptember 12. |
| Siófok       | Disztl László                | Közös megegyezés                                             | 2017. szeptember 26. | 18.                 | Varga Attila                                 | 2017. szeptember 28. |
| Győr         | Bekő Balázs                  | Menesztették                                                 | 2017. szeptember 27. |                     | Szentes Lázár                                | 2017. szeptember 28. |
| Budafok      | Prukner László               | Közös megegyezés                                             | 2017. október 17.    |                     | Tóth Bálint                                  | 2017. október 17.    |
| Gyirmót      | Molnár László                | Menesztették                                                 | 2017. november 7.    |                     | Hannich Péter                                | 2017. november 8.    |
| Sopron       | Németh Szabolcs              | Közös megegyezés                                             | 2017. november 13.   | 20.                 | Bekő Balázs                                  | 2018. január 3.      |
| Zalaegerszeg | Zoran Spisjak                | Menesztették                                                 | 2017. november 27.   | 13.                 | Vlaszák Géza és Felipe Matos megbízott edzők | 2017. november 27.   |
| Szeged       | Supka Attila                 | Közös megegyezés, a Honvéd vezetőedzője lett                 | 2017. december 10.   | 17.                 | Goran Kopunović                              | 2017. december 22.   |
| Budafok      | Tóth Bálint                  | Lejárt a szerződése                                          | 2017. december 12.   | 18.                 | Gálhidi György                               | 2017. december 12.   |
| Vác          | Horváth Károly               | Közös megegyezés, a Zalaegerszegi TE szakmai igazgatója lett | 2017. december 19.   | 5.                  |                                              |                      |
| Zalaegerszeg | Vlaszák Géza és Felipe Matos | Lejárt az ideiglenes megbízatásuk                            | 2017. december 19.   | 14.                 | Artner Tamás                                 | 2017. december 19.   |
| Budafok      | Gálhidi György               | Közös megegyezés                                             | 2018. április 24.    | 19.                 | Tóth Bálint                                  | 2018. április 24.    |

## A bajnokság végeredménye
| #   | Csapat                | M  | GY | D  | V  | G+ – G– | GK  | P  | Megjegyzések                                            |
| --- | --------------------- | -- | -- | -- | -- | ------- | --- | -- | ------------------------------------------------------- |
| 1.  | MTK Budapest (B)      | 38 | 26 | 4  | 8  | 88–44   | +44 | 82 | NB I                                                    |
| 2.  | Kisvárda Master Good  | 38 | 22 | 9  | 7  | 70–40   | +30 | 75 | NB I                                                    |
| 3.  | Békéscsaba 1912 Előre | 38 | 19 | 8  | 11 | 64–43   | +21 | 65 |                                                         |
| 4.  | Budaörsi SC           | 38 | 17 | 12 | 9  | 70–52   | +18 | 63 |                                                         |
| 5.  | Nyíregyháza Spartacus | 38 | 16 | 12 | 10 | 54–40   | +14 | 60 |                                                         |
| 6.  | Gyirmót               | 38 | 16 | 11 | 11 | 58–46   | +12 | 59 |                                                         |
| 7.  | Győri ETOÚ            | 38 | 17 | 7  | 14 | 55–53   | +2  | 58 |                                                         |
| 8.  | Soroksár              | 38 | 15 | 11 | 12 | 48–41   | +7  | 56 |                                                         |
| 9.  | Ceglédi VSE           | 38 | 14 | 10 | 14 | 42–49   | −7  | 52 |                                                         |
| 10. | Vác                   | 37 | 12 | 13 | 12 | 42–38   | +4  | 49 |                                                         |
| 11. | Aqvital FC Csákvár    | 38 | 13 | 8  | 17 | 50–66   | −16 | 47 |                                                         |
| 12. | Dorog                 | 38 | 11 | 13 | 14 | 45–47   | −2  | 46 |                                                         |
| 13. | BFC Siófok            | 38 | 12 | 9  | 17 | 40–47   | −7  | 45 |                                                         |
| 14. | Budafoki MTEÚ         | 38 | 12 | 9  | 17 | 42–56   | −14 | 45 |                                                         |
| 15. | Mosonmagyaróvári TE   | 38 | 10 | 15 | 13 | 38–45   | −7  | 45 |                                                         |
| 16. | Zalaegerszegi TE      | 38 | 12 | 8  | 18 | 45–58   | −13 | 44 |                                                         |
| 17. | Kazincbarcikai SC Ú   | 38 | 12 | 8  | 18 | 39–56   | −17 | 44 |                                                         |
| 18. | Szolnoki MÁV (K)      | 38 | 12 | 6  | 20 | 38–58   | −20 | 42 | 2018-2019-es magyar labdarúgó-bajnokság (harmadosztály) |
| 19. | Szeged 2011 (K)       | 38 | 8  | 17 | 13 | 31–40   | −9  | 41 | 2018-2019-es magyar labdarúgó-bajnokság (harmadosztály) |
| 20. | Soproni VSE (K)       | 38 | 3  | 11 | 24 | 31–73   | −42 | 20 | 2018-2019-es magyar labdarúgó-bajnokság (harmadosztály) |

Utolsó frissítés: 2018. június 3. 
Forrás:  
A rangsorolás alapszabályai: 1. összpontszám; 2. a bajnokságban elért több győzelem; 3. a bajnoki mérkőzések gólkülönbsége; 4. a bajnoki mérkőzéseken rúgott több gól; 5. az egymás ellen játszott bajnoki mérkőzések pontkülönbsége; 6. az egymás ellen játszott bajnoki mérkőzések gólkülönbsége; 7. az egymás ellen játszott bajnoki mérkőzéseken az idegenben lőtt több gól; 8. a bajnokság fair play értékelésében elért jobb helyezés; 9. sorsolás.
(B): Bajnokcsapat, (K): Kieső csapat, (F): Feljutó csapat, (I): Kupainduló, (R): A rájátszás győztese, (KGY): Kupagyőztes

### Góllövőlista
| Helyezés | Játékos           | Klub             | Gólok |
| -------- | ----------------- | ---------------- | ----- |
| 1        | Birtalan Botond   | Békéscsaba       | 22    |
| =        | Lencse László     | MTK Budapest     | 22    |
| 3        | Czvitkovics Péter | Budaörsi SC      | 15    |
| =        | Horváth Zoltán    | Budaörsi SC      | 15    |
| 5        | Balajti Ádám      | Vác              | 14    |
| =        | Sajbán Máté       | Budaörsi SC      | 14    |
| =        | Vernes Richárd    | Zalaegerszegi TE | 14    |